# حكومة سلال الثانية
حكومة سلال الثانية تقلدت السلطة من 11 سبتمبر 2013  إلى غاية 13 مارس 2014.

## الوزير الأول
عبد المالك سلال

## الطاقم الوزاري
- الطيب بلعيز وزير الدولة وزير الداخلية والجماعات المحلية
- الفريق أحمد قايد صالح نائب وزير الدفاع الوطني رئيس اركان الجيش الوطني الشعبي
- رمطان لعمامرة وزير الشؤون الخارجية خلفا للسيد مراد مدلسي الذي استدعي لمهام أخرى
- الطيب لوح وزير العدل حافظ الاختام
- كريم جودي وزير المالية
- يوسف يوسفي وزير الطاقة والمناجم
- عمارة بن يونس وزير التنمية الصناعية وترقية الاستثمار
- عبد الوهاب نوري وزير الفلاحة والتنمية الريفية
- بوعبد الله غلام الله وزير الشؤون الدينية والاوقاف
- محمد الشريف عباس وزير المجاهدين
- محمد الغازي وزير لدى الوزير الأول مكلف باصلاح الخدمة العمومية
- حسين نسيب وزير الموارد المائية
- عمار غول وزير النقل
- فاروق شيعلي وزير الاشغال العمومية
- عبد المجيد تبون وزير السكن والعمران والمدينة
- دليلة بوجمعة وزيرة تهيئة الإقليم والبيئة
- عبد القادر مساهل وزير الاتصال
- عبد اللطيف بابا أحمد وزير التربية الوطنية
- محمد مباركي وزير التعليم العالي والبحث العلمي
- خليدة تومي وزيرة الثقافة
- نور الدين بدوي وزير التكوين والتعليم المهنيين
- سعاد بن جاب الله وزيرة التضامن الوطني والأسرة وقضايا المراة
- مصطفى بن بادة وزير التجارة
- محمود خذري وزير العلاقات مع البرلمان
- محمد بن مرادي وزير العمل والتشغيل والضمان الاجتماعي
- عبد المالك بوضياف وزير الصحة والسكان وإصلاح المستشفيات
- محمد تهمي وزير الشباب والرياضة
- الزهراء دردوري وزيرة البريد وتكنولوجيات الإعلام والاتصال
- محمد أمين حاج سعيد وزير السياحة والصناعات التقليدية
- سيد أحمد فروخي وزير الصيد البحري والموارد الصيدية
- عبد المجيد بوقرة وزير منتدب لدى وزير الشؤون الخارجية مكلف بالشؤون المغاربية والإفريقية
- محمد جلاب وزير منتدب لدى وزير المالية مكلف بالميزانية